# چن جی
چن جی (انگلیسی: Chen Ji؛ زادهٔ ۵ دسامبر ۱۹۷۶) بازیکن زن هندبال اهل چین بود. وی در بازی‌های المپیک تابستانی ۲۰۰۴ شرکت کرده‌است.